# Hybandoides borneensis
Hybandoides borneensis är en insektsart som beskrevs av Schmidt 1926. Hybandoides borneensis ingår i släktet Hybandoides och familjen hornstritar. Inga underarter finns listade i Catalogue of Life.